# 张显源
张显源（英語：Tio Hian Goan，1911年—？），又作張顯元，荷屬東印度華裔足球運動員，出生於泗水，場上位置為右内锋或右前卫。张显源代表荷屬東印度參加了1934年的第十屆遠東運動會，對陣日本隊時打入三球，技驚四座，幫助球隊以七比一取勝。1936年受到中華民國國家隊徵召，來到香港出席中國奧運國家隊隊員選拔賽，並加入香港南華南當前鋒。曾在香港甲組足球聯賽代表南華南出任正前鋒，球王李惠堂改當左輔。
张显源曾代表中國隊取得"國際杯慈善足球賽"冠軍，因此成為第一位曾代表兩支國家隊出戰的中國國腳。張顯源雖然入選奧運隊大名單，但沒發在1936年柏林奧運足球賽上場。